# 가와즈라 아키나리
가와즈라 아키나리(일본어: 河面 旺成, 1994년 5월 3일~)는 일본의 축구 선수이다.

## 구단 경력
그는 2017년 J1리그의 오미야 아르디자에 입단했다. 2017년후 J2리그에 강등했다. 2021년까지 117경기에 출전하여, 2득점을 넣었다. 2022년 J1리그의 나고야 그램퍼스로 이적했다. 2024년에 J리그컵 우승을 차지했다.